# Berberis grevilleana
Berberis grevilleana ist eine Pflanzenart aus der Familie der Berberitzengewächse (Berberidaceae). Sie stammt aus Argentinien.

## Beschreibung

### Vegetative Merkmale
Berberis grevilleana wächst als Strauch und erreicht Wuchshöhen von bis zu 2 Metern. Die Rinde junger Zweige ist glatt bis wenig papillös, graugrün bis hell gelbbraun; bei älteren Zweigen ist sie grau mit Längsfurchen und zahlreichen schwarzen Punkten, manchmal auch klebrig. Die Dornen sind drei- bis vierteilig, die langen Dornäste sind 1,2 bis 4,5 Zentimeter lang.
Die Laubblätter sind kaum gestielt. Die einfache, ledrige, graugrüne, glauke, „bereifte“ Blattspreite ist bei einer Länge von 1,5 bis 4 Zentimetern sowie einer Breite von 0,5 bis 2,6 Zentimetern eiförmig bis verkehrt-eiförmig oder rautenförmig und endet spitz bis gestutzt sowie stachelspitzig. Der Blattrand ist ganzrandig oder besitzt ein bis vier stachelige Zähne auf jeder Seite.

### Generative Merkmale
Der traubige Blütenstand enthält nur ein bis fünf Blüten. Der Blütenstiel ist 0,4 bis 1,1 Zentimeter lang. Die zwittrige Blüte ist etwa 5 Millimeter lang und enthält 14 oder 15 Blütenhüllblätter.
Auf der etwa 1 Zentimeter langen, „bereiften“ und ellipsoiden bis eiförmigen  Beere befindet sich der haltbare etwa 0,5 Millimeter lange Griffel und sie enthält drei bis vier Samen, die in der Beere zu einer Masse verschmolzen sind.

## Phänologie
In ihrer Heimat reicht die Blütezeit von Berberis grevilleanavon Oktober bis November und die Früchte reifen von Januar bis Februar.

## Vorkommen
Berberis grevilleana kommt im westlichen zentralen in Argentinien in den Provinzen (Mendoza, San Juan, Córdoba) und den Cordilleras de Santiago i de Colchagua vor. (Landrum, 1999 und Landrum, 2003 zufolge kommt Berberis grevilleana in Chile nicht vor) Sie besiedelt steinige Hänge in strauchigen, trockenen Gebieten in Höhenlagen von 1800 bis 2000 Metern.

## Taxonomie
Die Erstbeschreibung von Berberis grevilleana erfolgte 1833 durch John Gillies in William Jackson Hooker und George Arnott Walker Arnott: Hooker's Journal of Botany and Kew Garden Miscellany Volume 3, S. 136.

## Sonstiges
Hybriden von Berberis grevilleana mit der Krähenbeerblättrigen Berberitze (Berberis empetrifolia) sind bekannt.

## Trivialnamen
Berberis grevilleana wird in Argentinien Crucero genannt.